# 王远义
王遠義（1959年—），臺灣歷史學家，主要從事中國、歐洲近現代思想史及資本主義發展史研究，目前著重於中國現代性的探討。其兄為育達科技大學的副教授王遠嘉。
國立臺灣大學政治學系國際關係組畢業，國立政治大學外交系碩士班肄業，美国杜克大学历史研究所硕士，美国威斯康星大学历史学博士，論文指導教授為莫里斯·邁斯納和林毓生。曾任教於位於臺灣嘉義縣的國立中正大學歷史學系，現為國立臺灣大學歷史學系暨歷史學研究所教授。

## 教學生涯
在台大，王遠義主要開授「思想與近代世界的形成（一、二）」兩學期的通識課，講授對西方影響巨大的思想文本，以及非西方世界的幾位對西方思想有所回應的重要思想家的文本。課程並著重於破除臺灣教育體系、媒體等所灌輸的西方中心主義的迷思，希望讓學生面對西方人時能夠「不卑不亢」。閱讀的文本也著重於理解過往台灣教育並不重視的「西方興起背後的血淚」，特別是對非洲、拉丁美洲、亞洲等地的剝削、血腥與奴役。
然而在2011年之後，轉而開授「現代中國與世界：1842-1911」以及「現代中國與世界：1911-1979」上下兩學期的通識課，透過講授重要的西方思想與觀念、資本主義在全球的興起，以及破除西方中心論的迷思後，以較為左派的角度重新理解中國歷史，顛覆過往國民黨在教育體系打造的中國史論述。